# Условие Фано
Условие Фано (англ. Fano condition, в честь Роберта Фано) — в теории кодирования необходимое условие построения самотерминирующегося кода (в другой терминологии, префиксного кода). Обычная формулировка этого условия выглядит так:
Никакое кодовое слово не может быть началом другого кодового слова.
Более «математическая» формулировка:
Если в код входит слово a, то для любой непустой строки b слова ab в коде не существует.
Примером кода, удовлетворяющего условию Фано, являются телефонные номера в традиционной телефонии. Если в сети существует номер 101, то номер 1012345 не может быть выдан: при наборе трёх цифр АТС прекращает понимать дальнейший набор и соединяет с адресатом по номеру 101. Однако в сотовой телефонной сети это правило уже не действует, поскольку требуется завершение последовательности знаков соответствующей кнопкой (обычно — с изображением зелёной трубки), при этом 101, 1010 и 1012345 могут одновременно пониматься как разные адресаты.
Термин «условие Фано» не является традиционным для русскоязычного сообщества.